# Fubin
Fubin (kinesiska: 浮滨) är en köping i sydöstra  Kina. Den ligger i Raoping härad i staden Chaozhou i provinsen Guangdong, omkring 370 kilometer öster om provinshuvudstaden Guangzhou. Antalet invånare är 18 308. Befolkningen består av 8 913 kvinnor och 9 395 män. Barn under 15 år utgör 21,0 %, vuxna 15-64 år 65 %, och äldre över 65 år 13,0 %.